# Kent-Erik Andersson
Kent-Erik Andersson, född 24 maj 1951 i Örebro, är en före detta svensk ishockeyspelare.
Kent-Erik Andersson fostrades i ishockey i Örebro SK där han spelade i A-laget säsongen 1967-1971. Han spelade därefter i Färjestads BK i Elitserien under säsongerna 1971-1977. Han erhöll Guldpucken för säsongens främste spelare i Elitserien 1977. Säsongen 1977 blev han professionell ishockeyspelare i Minnesota North Stars och fortsatte i klubben fram till säsongen 1982, då han köptes vidare till New York Rangers (1982-1984). Han återvände till Färjestads BK för avslutande två säsonger innan han avslutade sin karriär med SM-guld 1986.
Han spelade i tre internationella turneringar för Tre Kronor, Canada Cup 1981 och VM 1977 och 1978. Han vann en silvermedalj vid VM i Wien 1977 då han också ingick i det Svenska All-Star Team. I en VM-match mot Kanada 1977 fick han mjälten krossad.